# Ysane kyrka
Ysane kyrka är en kyrkobyggnad i Ysane i Lunds stift. Den är församlingskyrka i Mjällby församling.

## Kyrkobyggnaden
Kyrkan är uppförd av natursten och tegel och består av ett rektangulärt långhus med ett rakt, smalare kor i öster och torn i väster. Öster om koret finns en sakristia. Väggarna av natursten och tegel är spritputsade. Långhuset har ett sadeltak som täcks av rött enkupigt tegel. Sakristians norra takfall är täckt av en ålderdomlig typ av rött tegel. Tornet har en koppartäckt huv, en åttakantig lanternin och en liten spira. I tornets västra vägg finns huvudingången och ovanför denna finns en stentavla med Karl XV:s namnchiffer. Ännu en ingång finns vid kyrkans södra långvägg. Sakristian har en ingång från öster.

### Tillkomst och ombyggnader
Kyrkan byggdes runt år 1300 och helgades åt Sankta Gertrud, vägfararnas helgon. Ursprungligen bestod den av ett rektangulärt långhus och ett rakt avslutande kor i öster. Byggnaden var uppförd i gråsten och tegel. Senare under medeltiden tillbyggdes ett vapenhus av tegel. Eftersom kyrkan var tornlös hade kyrkklockorna sin plats i en fristående klockstapel av trä.
Vid 1400-talets mitt slogs valven. År 1459 dekorerades valven med kalkmålningar av Nils Håkansson. Några av dessa finns kvar i koret. 1931 återupptäcktes målningarna som restaurerades 1938.
1777 förlängdes kyrkan åt väster och koret omvandlades till sakristia. År 1862 fick kyrkan sitt nuvarande utseende då det medeltida vapenhuset i söder revs och ett kyrktorn med en åttasidig lanternin samt en spira krönt av ett kors uppfördes i väster. Valven i långhuset ersattes med det nuvarande trätunnvalvet varvid kyrkorummet fick karaktär av salkyrka. Samtidigt med det nyuppförda tornet revs klockstapeln. De båda klockorna från 1808 och 1897 flyttades till tornets klockvåning..

## Interiör
I den ursprungliga kordelen bakom den kraftiga triumfbågen har det senmedeltida kryssvalvet bevarats. Valvkapporna är dekorerade med bland annat medaljongmålningar eller rundlar med bilder av heliga gestalter ur bibeln och helgonlegenden. Östväggen skildrar Jesu intåg i Jerusalem. Över bågöppningen löper ett språkband med latinsk text som översatt lyder: ”År 1459 å den heliga Jungfru Marie himmelsfärds dag, fullbordades denna målning av Nils Håkanssons hand. Bed för honom”. På långhusets södra vägg nära triumfbågen finns en framtagen målning med motiv: ”Jesus i Getsemane”..
- Altaruppsatsen i trä utgörs av överdelen till en altartavla som inköptes 1772 från Bäckaskog till grannförsamlingen Gammalstorps kyrka. Centralmotivet är en relief: Jesu uppståndelse. På uppsatsens krön står Kristus med världsklotet . De fyra evangelisterna flankerar mittbilden.
- Altarringen tillkom 1803.
- Predikstolen i skulpterad ek med reliefbilder av de fyra evangelisterna härstammar från 1600-talet.
- Den slutna bänkinredningen härrör från 1665, medan orgelläktaren tillkom 1698.
- En ljuskrona av malm är från 1808.

## Bildgalleri

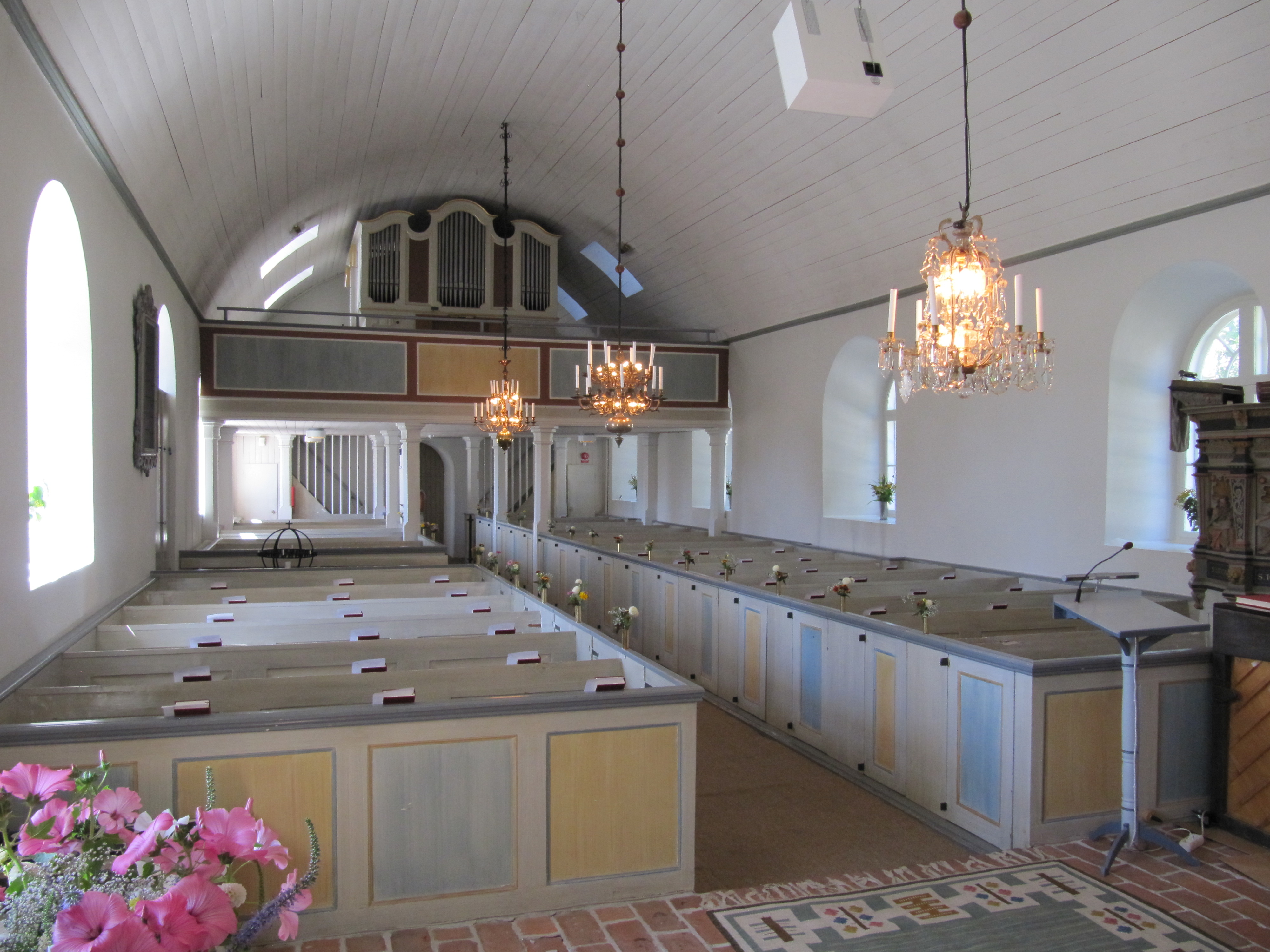
Kyrkorummet mot väster
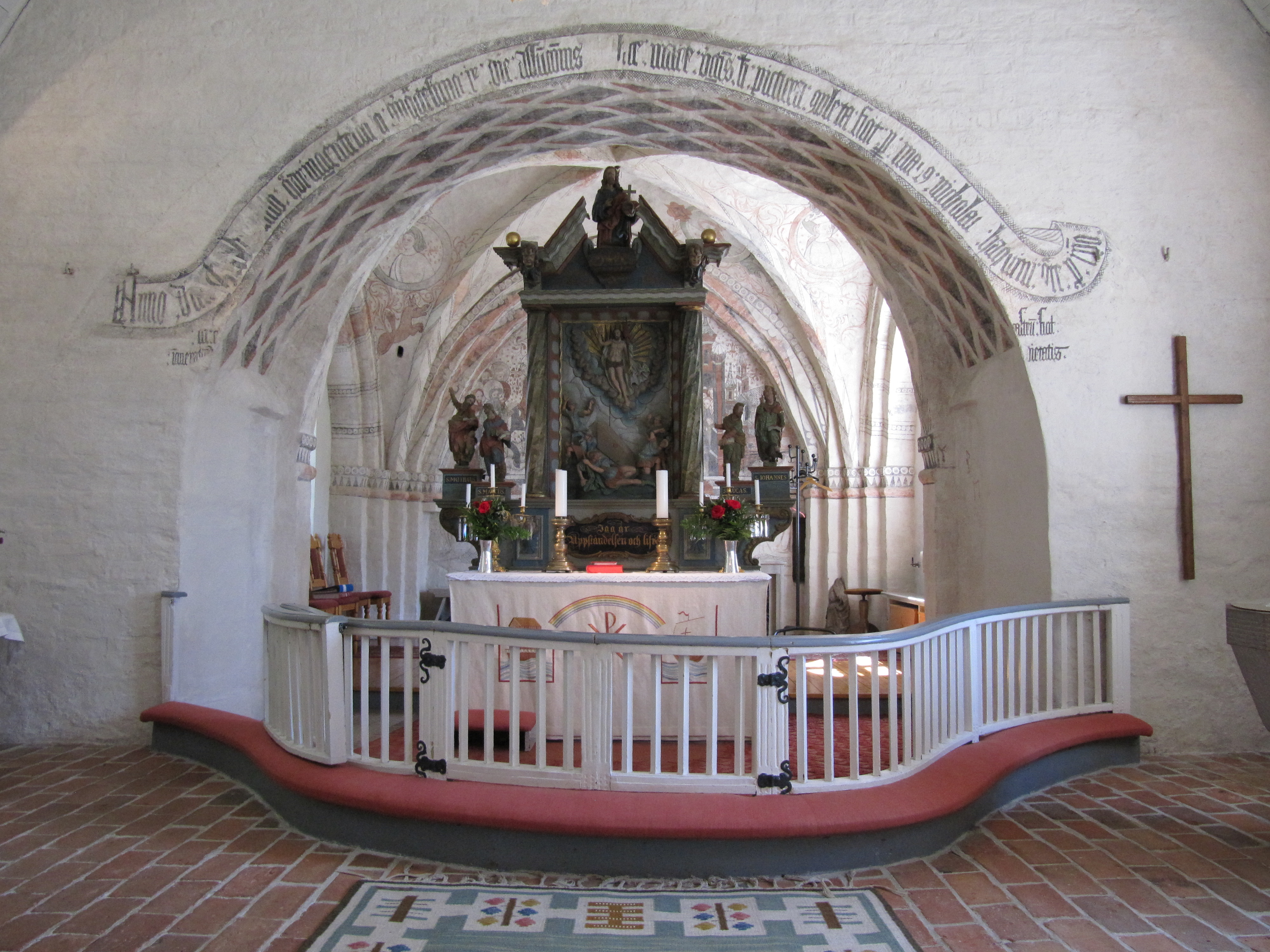
Koret
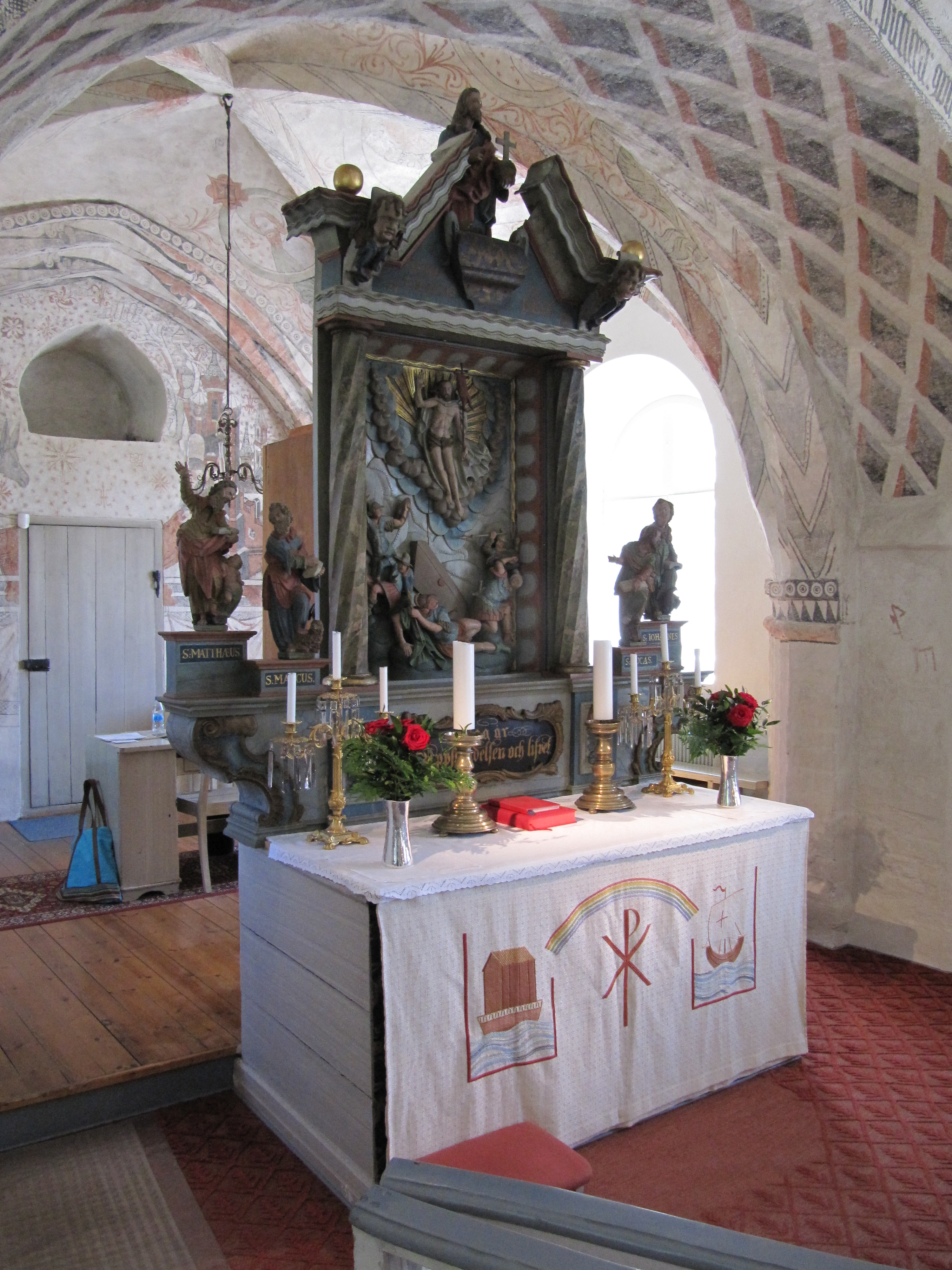
Altaret och altaruppsatsen
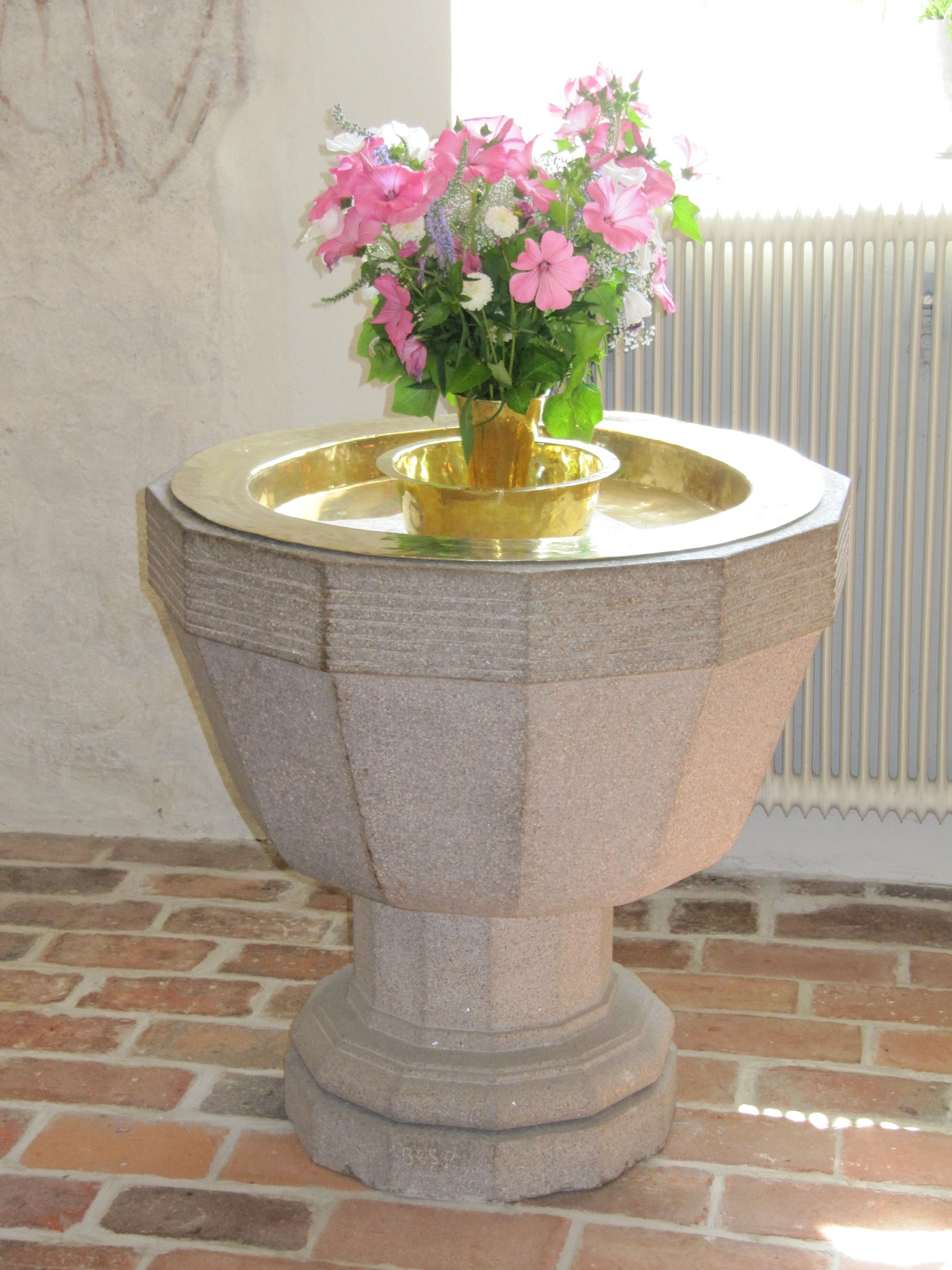
Dopfunt
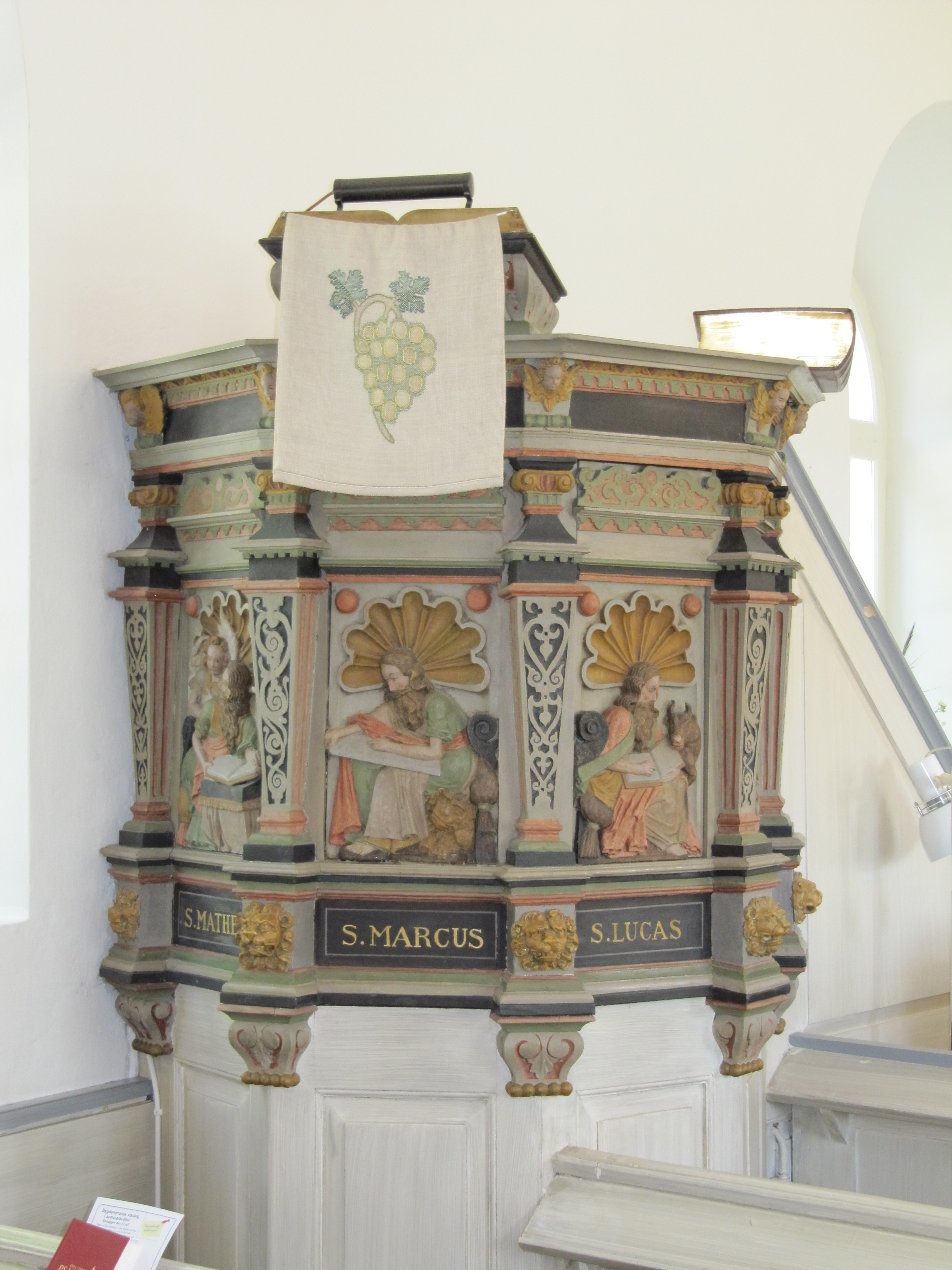
Predikstol
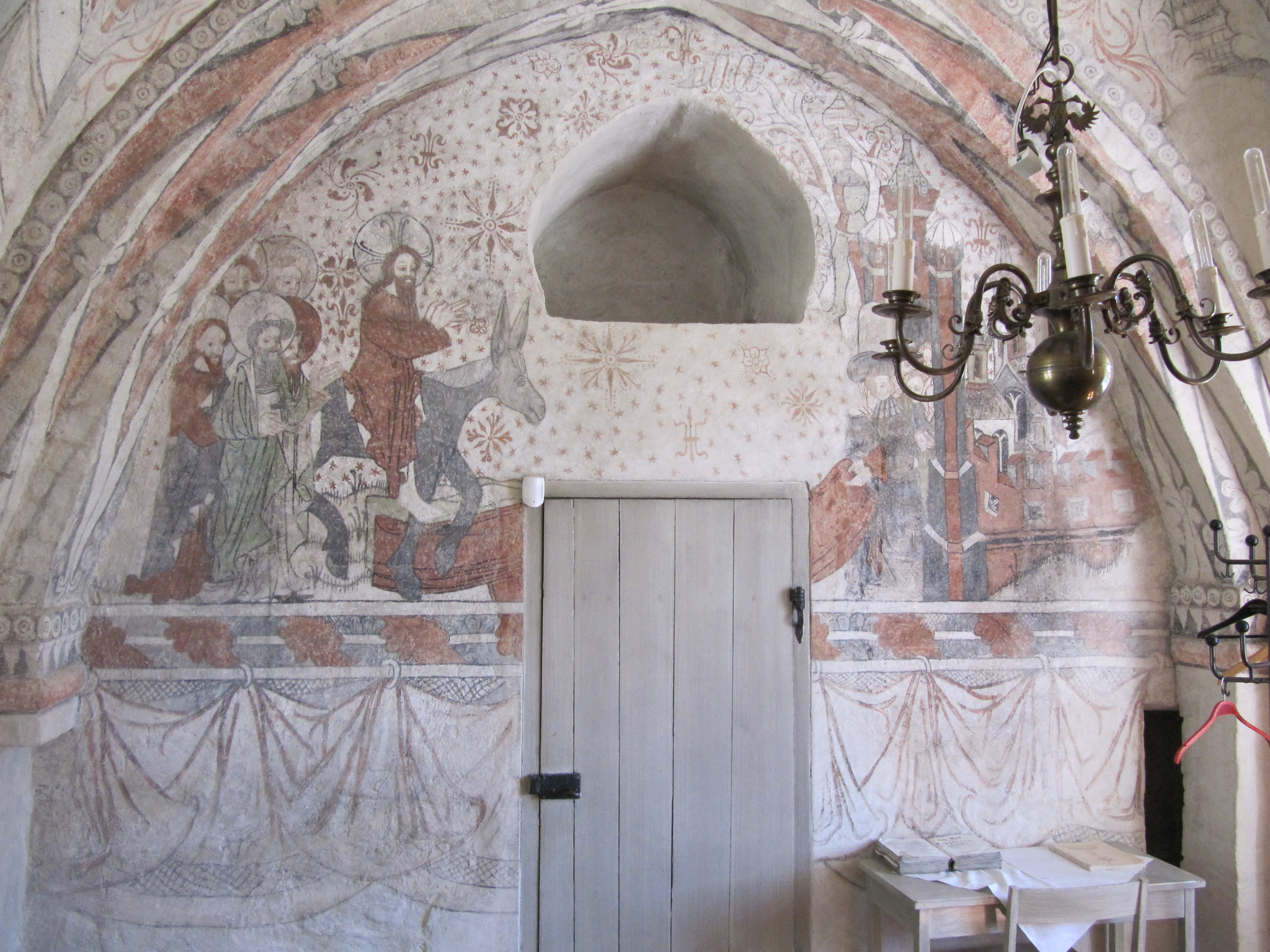
Jesu intåg i Jerusalem
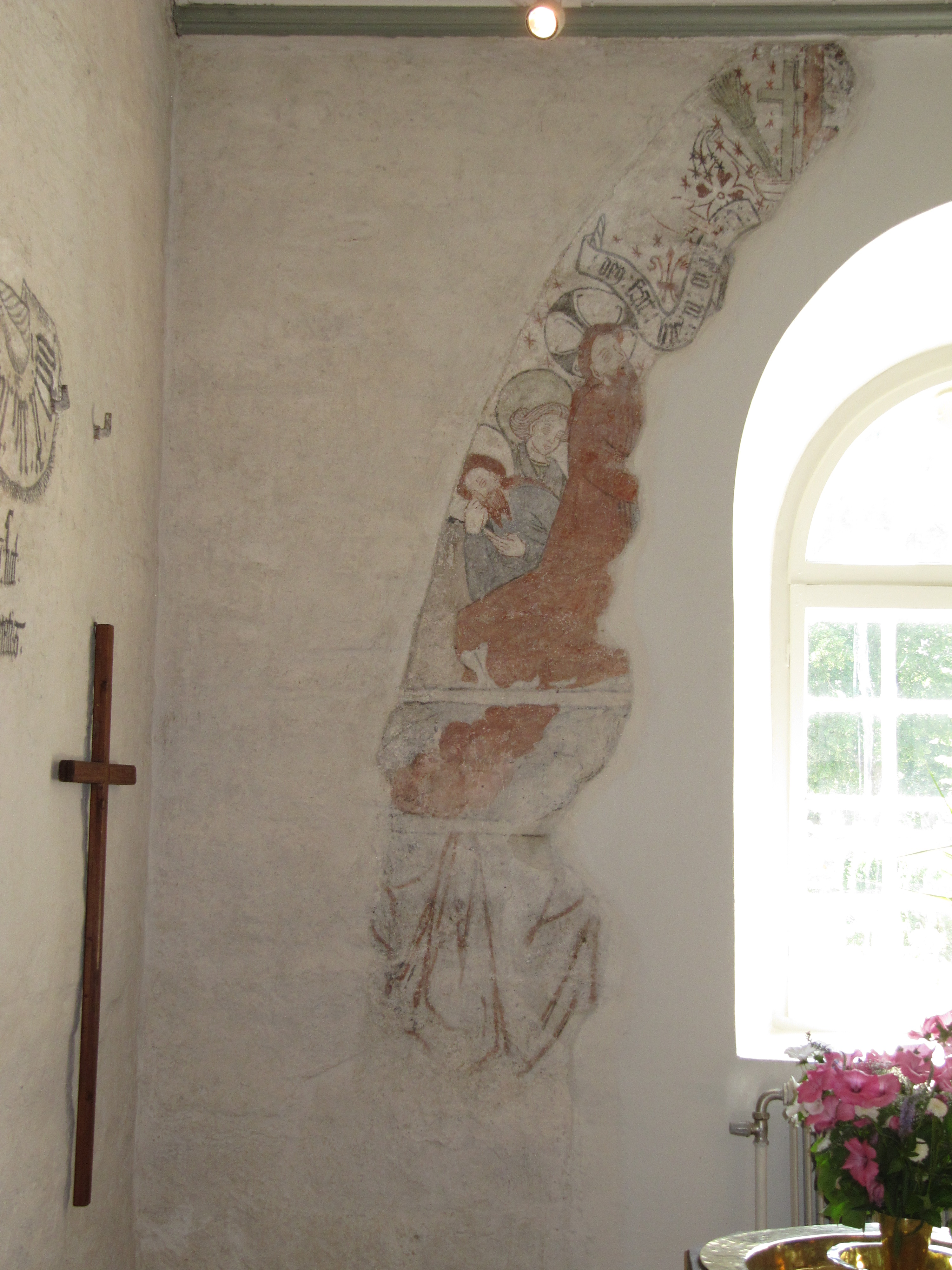
Jesus i Getsemane